# Серата (Бакеу)
Серата (рум. Sărata) — село у повіті Бакеу в Румунії. Входить до складу комуни Серата.
Село розташоване на відстані 237 км на північ від Бухареста, 8 км на південний захід від Бакеу, 90 км на південний захід від Ясс, 149 км на північний захід від Галаца, 135 км на північний схід від Брашова.

## Населення
За даними перепису населення 2002 року у селі проживали 1833 особи, усі — румуни. Усі жителі села рідною мовою назвали румунську.